# Christian Lattanzio
Christian Lattanzio (Piacenza, 1971. szeptember 10. –) olasz labdarúgóedző. 2024 óta a kínai Sencsen Peng City vezetőedzője.

## Edzői pályafutása
Lattanzio a olaszországi Piacenza városában született.
2013-ban az angol Manchester City Akadémiájánák igazgatója lett. 2016-ban az amerikai New York City, majd 2018-ban a francia Nice segédedzője lett. 2022. május 31-én az észak-amerikai első osztályban szereplő Charlotte vezetőedzője lett. A 2022-es szezont a 9. helyen zárták a Keleti Főcsoportban. 

## Edzői statisztika
| Csapat       | Nemzet                    | –tól             | –ig                 | Mérkőzések | Mérkőzések | Mérkőzések | Mérkőzések | Mérkőzések |
| Csapat       | Nemzet                    | –tól             | –ig                 | M          | Gy         | V          | D          | Gy %       |
| ------------ | ------------------------- | ---------------- | ------------------- | ---------- | ---------- | ---------- | ---------- | ---------- |
| Charlotte    | Amerikai Egyesült Államok | 2022. május 31.  | 2023. november 8.   | 63         | 22         | 17         | 24         | 34,9       |
| Sint-Truiden | Belgium                   | 2024. június 14. | 2024. szeptember 3. | 6          | 0          | 3          | 3          | 0.0        |
| Összesen     | Összesen                  | Összesen         | Összesen            | 69         | 22         | 20         | 27         | 31,9       |